# Lothar Emmerich
Lothar Emmerich (29. listopadu 1941 Dortmund – 13. srpna 2003 Hemer) byl německý fotbalový útočník. Po skončení aktivní kariéry působil jako trenér.

## Fotbalová kariéra
V německé bundeslize hrál za Borussii Dortmund, v belgické lize za Beerschot AC a v rakouské bundeslize za Austrii Klagenfurt. V německé bundeslize nastoupil ve 215 ligových utkáních a dal 126 gólů, v belgické lize nastoupil v 68 utkáních a dal 42 gólů a v rakouské bundeslize nastoupil v 58 utkáních a dal 41 gólů. Byl nejlepším střelcem německé bundesligy v sezóně 1965/66 a 1966/67 a belgické ligy v sezóně 1969/70. V roce 1963 získal s Borussií Dortmund mistrovský titul a v roce 1965 německý pohár a s Beerschotem získal v roce 1971 belgický pohár. V Poháru mistrů evropských zemí nastoupil v 7 utkáních a dal 1 gól, v Poháru vítězů pohárů nastoupil v 11 utkáních a dal 14 gólů a v roce 19/66 pohár vyhrál a v Pohár UEFA nastoupil ve 3 utkáních. Dále pokračoval ve 2. německé bundeslize v týmech 1. FC Schweinfurt 05, FV Würzburg 04 a Würzburger Kickers. Za reprezentaci Německa nastoupil v roce 1966 v 5 utkáních a dal 2 góly. Byl členem stříbrné reprezentace Německa na Mistrovství světa ve fotbale 1966, nastoupil ve 4 utkáních a dal 1 gól. 

## Ligová bilance
| Ročník                                  | Zápasy | Góly | Klub                 |
| --------------------------------------- | ------ | ---- | -------------------- |
| Německá fotbalová Bundesliga 1960/61    | 17     | 7    | Borussia Dortmund    |
| Německá fotbalová Bundesliga 1961/62    | 11     | 4    | Borussia Dortmund    |
| Německá fotbalová Bundesliga 1962/63    | 4      | 0    | Borussia Dortmund    |
| Německá fotbalová Bundesliga 1963/64    | 29     | 16   | Borussia Dortmund    |
| Německá fotbalová Bundesliga 1964/65    | 26     | 10   | Borussia Dortmund    |
| Německá fotbalová Bundesliga 1965/66    | 34     | 31   | Borussia Dortmund    |
| Německá fotbalová Bundesliga 1966/67    | 34     | 28   | Borussia Dortmund    |
| Německá fotbalová Bundesliga 1967/68    | 27     | 18   | Borussia Dortmund    |
| Německá fotbalová Bundesliga 1968/69    | 33     | 12   | Borussia Dortmund    |
| 1. belgická liga 1969/70                | 30     | 29   | Beerschot AC         |
| 1. belgická liga 1970/71                | 26     | 6    | Beerschot AC         |
| 1. belgická liga 1971/72                | 12     | 7    | Beerschot AC         |
| Rakouská fotbalová Bundesliga 1972/73   | 29     | 20   | Austria Klagenfurt   |
| Rakouská fotbalová Bundesliga 1973/74   | 29     | 21   | Austria Klagenfurt   |
| 2. německá fotbalová Bundesliga 1974/75 | 30     | 16   | 1. FC Schweinfurt 05 |
| 2. německá fotbalová Bundesliga 1975/76 | 34     | 21   | 1. FC Schweinfurt 05 |
| 2. německá fotbalová Bundesliga 1976/77 | 34     | 21   | FV Würzburg 04       |
| 2. německá fotbalová Bundesliga 1977/78 | 3      | 1    | FV Würzburg 04       |
| 2. německá fotbalová Bundesliga 1977/78 | 27     | 9    | Würzburger Kickers   |
| CELKEM 1. liga                          | 304    | 37   |                      |